# 平安福音堂
平安福音堂（英語：Peace Evangelical Centre，簡稱平安堂）是多間華人基督新教獨立教會的統稱，主要活動地方是香港，同時亦於澳門、加拿大列治文市及美國三藩市灣區開設堂會。除堂會外，亦設有神學院及幼稚園等事工。

## 歷史
1961年，香港浸信會聯會成員教會發生少年團團友集體脫離教會事件，部分原少年團團友自組福音堂。當時寶安道浸信會少年團領袖吳主光（悅能）及陳錫安（家弟）等人雖決意留在原教會事奉，但教會長執最後仍停止他們的事奉，並整頓少年團，他們所屬之彌迦團及比拉迦團遂於在香港深水埗新圍村木屋區聚會，1963年命名為新圍村福音堂。1967年，新圍村被清拆興建呈祥道，教會遷往元州街164號，易名深水埗福音堂。1970年代福音堂遷往大角嘴並持續擴堂，教會正式命名為平安福音堂。

## 信仰

### 宗派
基督教新教基要派獨立敎會

## 堂會
香港：

| - 深水埗堂 - 順寧道堂 - 長沙灣堂 - 翠竹堂 - 元朗堂 - 太子堂 - 大圍堂 | - 富山堂 - 觀塘堂 - 西環堂 - 西灣河堂 - 柴灣堂 | - 黃竹街堂 - 牛頭角堂 - 廣東道堂 - 小瀝源堂 - 界限街堂 | - 尖沙咀堂 - 九龍灣堂 - 啟德堂 - 荔枝角堂 - 將軍澳堂 | - 荃灣堂 - 葵涌堂 - 上葵涌堂 - 屯門堂 - 青衣堂 - 海濱堂 | - 沙田堂 - 大埔堂 - 馬鞍山堂 - 上水堂 - 南屯門堂 - 天水圍堂 |

香港以外： 
- 中國澳門
- 美國加州灣區普萊森頓市
- 美國加州灣區三藩市分堂
- 加拿大卑詩省列治文市

## 架構
原則上，全球36間堂會都是平安福音堂的地方教會，各堂會獨立運作。各堂同時派出代表，組成平安福音堂聯合事工委員會（簡稱聯委會）作為平安堂的聯合組織。

## 事工

### 短宣運動
香港基督徒短期宣教訓練中心暨佈道資源供應中心（短宣中心）於1988年成立，成立理念源自平安福音堂據聖經教導（馬可福音 6：7﹣13）兩個兩個出去傳道。該機構為一所跨基督教新教宗派的宣教訓練機構，旨在推動本地及海外華人宣教運動。主力訓練奉獻兩年或一年的基督徒作短期宣教士，使能突破屬靈生命，操練佈道心志技巧，協助教會增長；同時為不同群體設有不同的訓練課程，提供傳福音裝備和實踐機會。

### 牧職神學院
牧職神學院前身為1985年開辦的平安福音堂聯堂神學課程及1993年開始的短宣中心校友會開辦的牧職培訓（校外）課程。至1995年，平安堂眾堂會聯合發起成立「香港基督徒牧職培訓學院」，及後因增加了學士課程，故於1999年9月1日改稱為牧職神學院（Christian Ministry Institute），並正式確立為平安福音堂屬下的神學機構。
現時神學院跟短宣中心及聯委會一同位於沙田小瀝源的都會廣場。

## 學校事工
自1988年起，平安福音堂開辦幼稚園。而在1991年開始更開展了在學校內傳福音，服侍學生的事工。

### 辦學
平安福音堂現時營辦四間幼稚園，分別位於沙田市中心偉華中心、青衣長宏邨、牛頭角上邨及天水圍天晴邨，她們分別為：
- 平安福音堂幼稚園 (沙田)
- 平安福音堂幼稚園 (青衣)
- 平安福音堂幼稚園 (牛頭角)
- 平安福音堂幼稚園 (天水圍)

另外平安福音堂於1999年捐助建立屯門新生命教育協會平安福音中學，並在校內建立教會（南屯門堂）及提供校牧服務。

### 校園事工
1991年起平安福音堂於馬鞍山開展校園事工，建立堂會；1999年也在新生命教育協會平安福音中學內建立堂會，並提供校牧服務。現時平安堂亦在大圍、觀塘、深水埗及天水圍發展校園事工。

## 外部連結
- 平安福音堂 （页面存档备份，存于）
- 香港基督徒短期宣教訓練中心暨佈道資源供應中心 （页面存档备份，存于）
- 牧職神學院 （页面存档备份，存于）